# Pontiac (bilmärke)

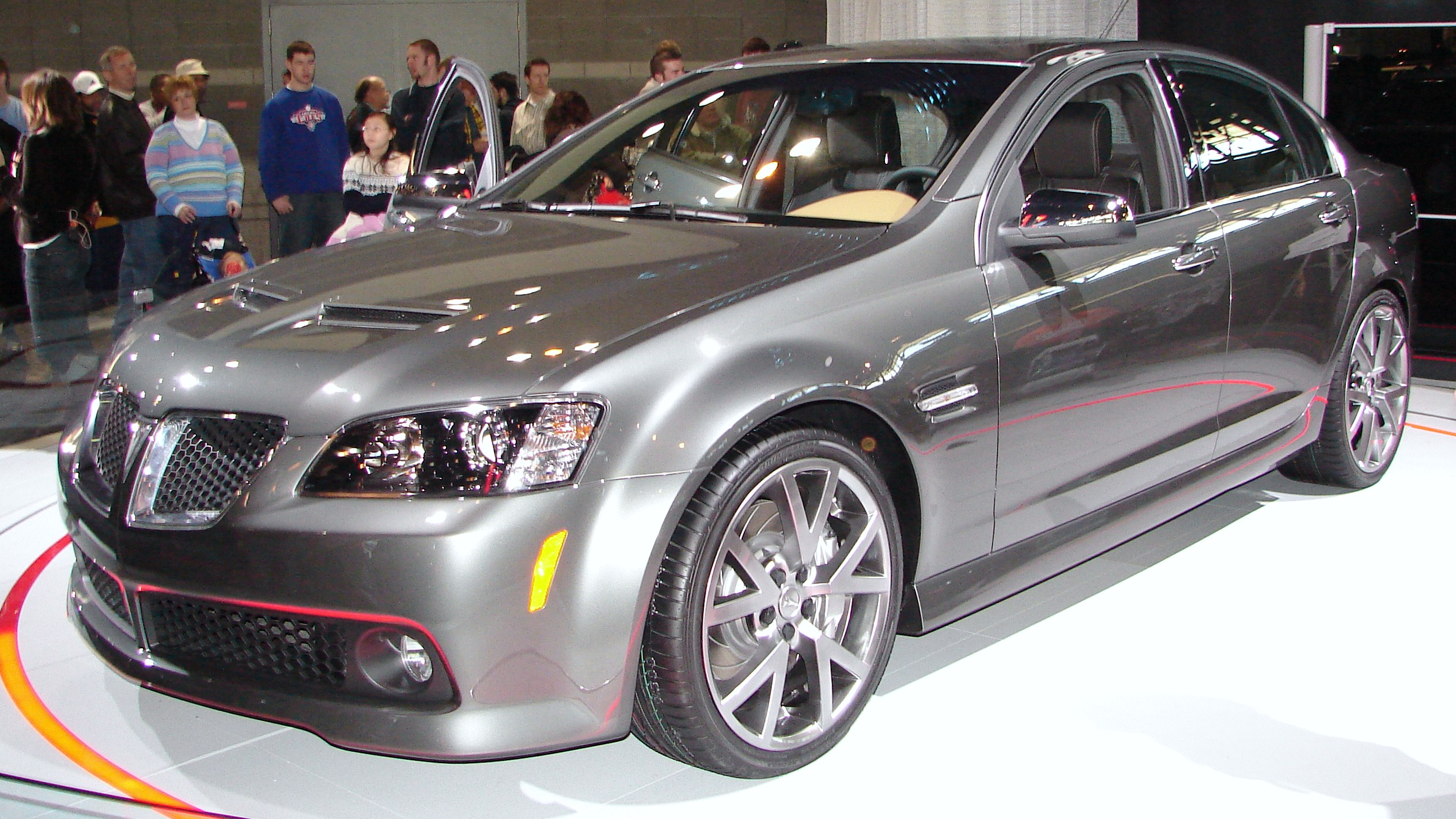
Pontiac G8 GT från 2008.

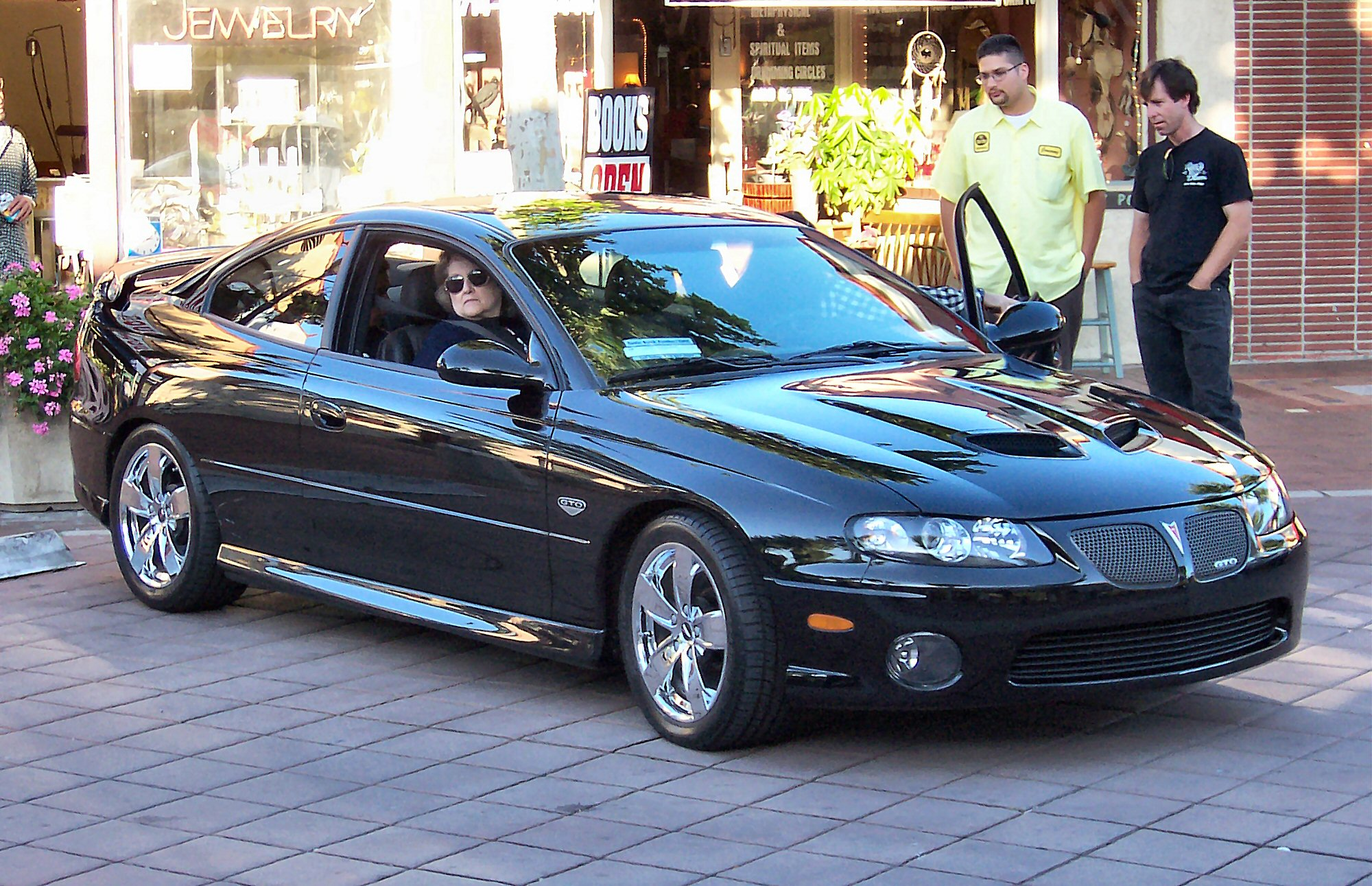
Pontiac GTO från 2005.

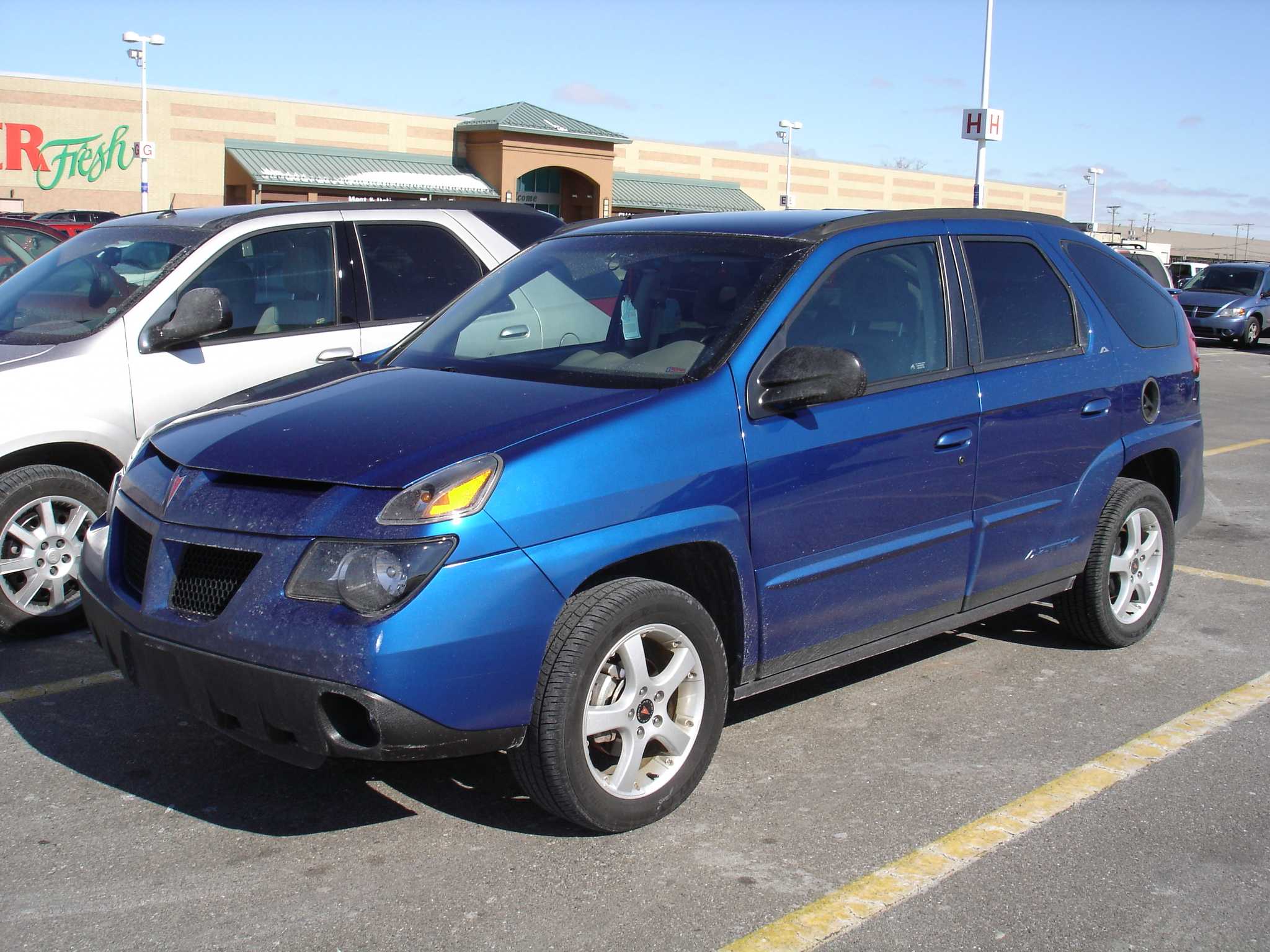
Pontiac Aztek från 2001.

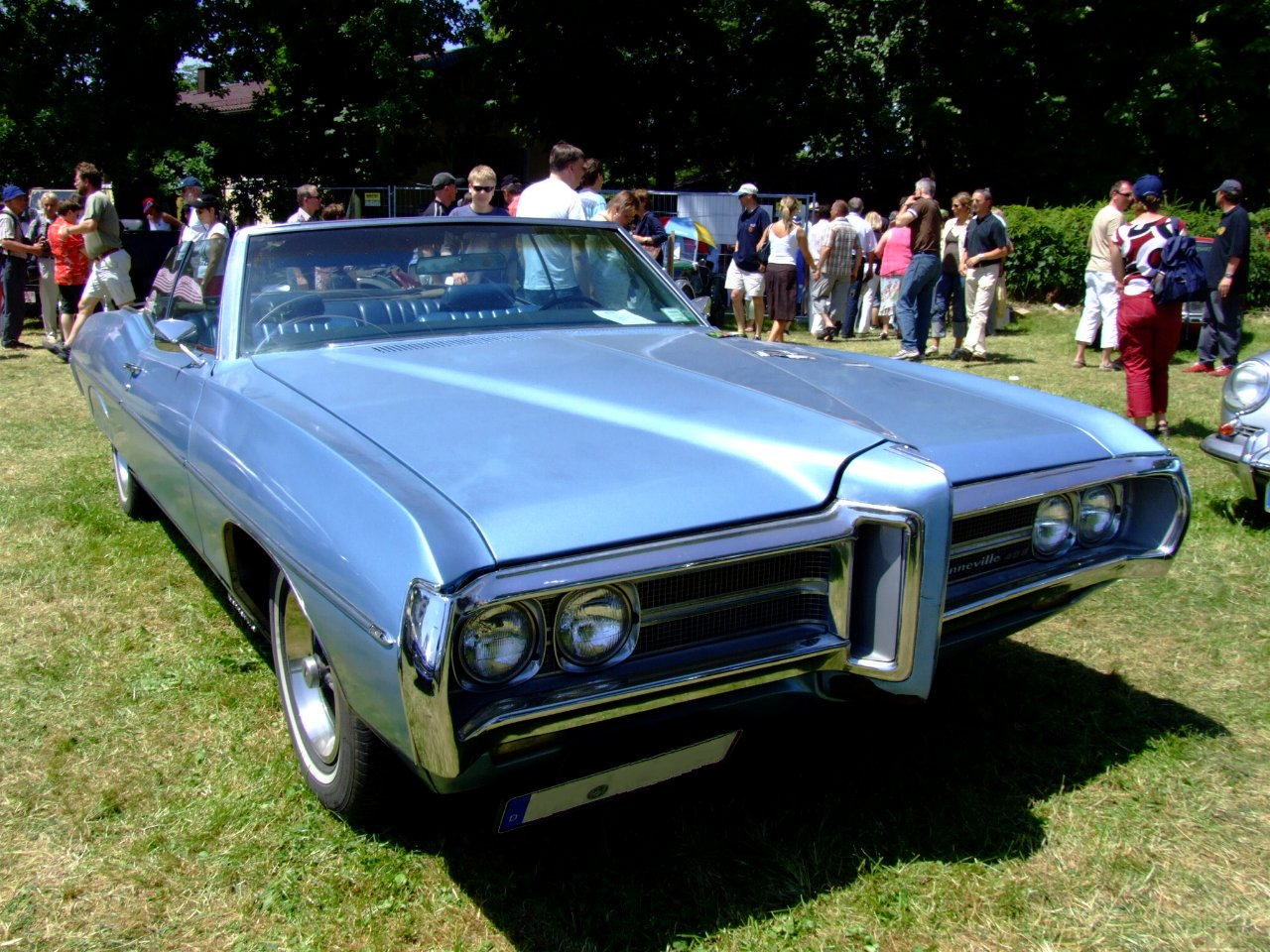
Pontiac Bonneville från 1969.

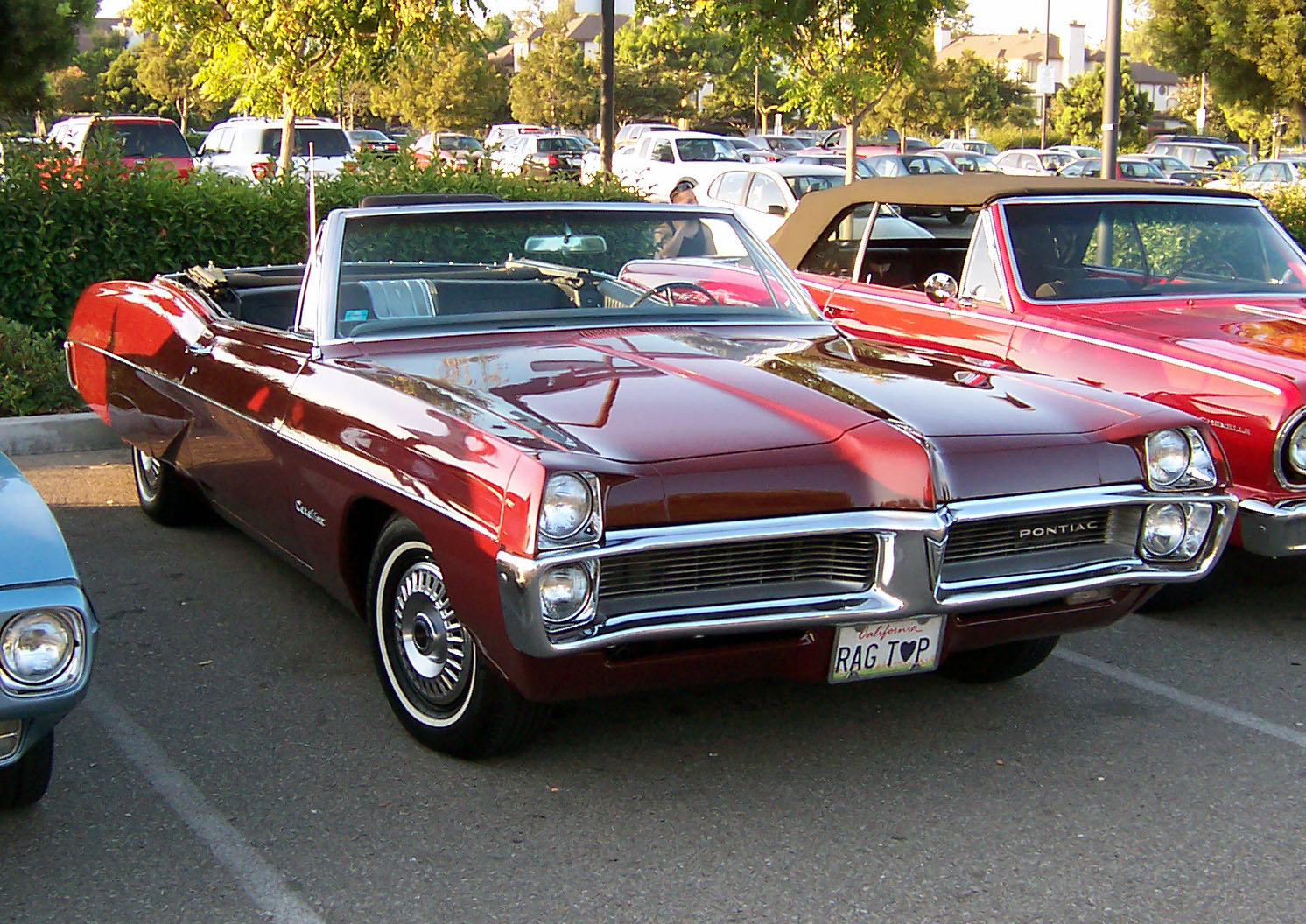
1967 Pontiac Catalina

Pontiac var ett amerikanskt bilmärke som sedan 1926 ingick i General Motors och som under åren främst såldes på den nordamerikanska marknaden. Märket fick sitt namn av indianhövdingen Pontiac. Fram till 1956 var av denna anledning Pontiac som varumärke tydligt indianinspirerat, något som bland annat syntes i märkets logotyp och modellnamnen, ex. Pontiac Star Chief.
Sedan 1957, i och med introduktionen av Bonneville, har Pontiac profilerats genom sina högprestandamodeller, som GTO och Firebird. Bilarna tillhör mellanklassegmentet på den amerikanska marknaden med en lite lyxigare framtoning än en Chevrolet, men billigare än motsvarande Oldsmobile eller Buick.
Pontiac GTO introducerades 1964 som ett utrustningspaket för LeMans/Tempest. Genom att sätta den kraftfulla 389-motorn från Bonneville i en (ur amerikansk synvinkel) liten kaross, hade Pontiac startat muskelbilsepoken.
Pontiac Firebird presenterades 1967 och var tillsammans med Chevrolet Camaro GM:s svar på Ford Mustang. Med formgivning och motortillval som starkt påminde om vad som erbjöds till LeMans/Tempest, men i ett mindre och sportigare chassi, baserat på Chevrolet Nova och delat med Camaro, var succén given. Modellen konkurrerade med bilar som Mercury Cougar och Dodge Challenger.

## Nedläggningen
Den 27 april 2009 beslutade General Motors att lägga ner Pontiac. Enligt tidigare planer hade GM tänkt sig att behålla märket som ett litet nischmärke. Den sista bilen som tillverkades i USA var en vit G6 Sedan som rullade av bandet i General Motors fabrik i Orion Township, Michigan den 25 november 2009. I december 2009 tillverkades den allra sista bilen av märket Pontiac i Sydkorea.

## Modeller
Om ej annat anges avses i denna lista modeller för USA-marknaden.
- Pontiac 2+2 (1964–1970)
- Pontiac 1000 (1983–1987)
- Pontiac 2000 (1983)
- Pontiac 2000 Sunbird (1983–1984)
- Pontiac 6000 (1982–1991)
- Pontiac Acadian (1976–1987, variant av Chevrolet Chevette/Pontiac T1000/1000 såld i Kanada)
- Pontiac Astre (1975–1977 i USA; 1973–1977 i Kanada)
- Pontiac Aztek (2001–2005)
- Pontiac Bonneville (1957–2005)
- Pontiac Catalina (1959–1981)
- Pontiac Chieftain (1949–1958)
- Pontiac Custom S (1969)
- Pontiac De-Lux (1937)
- Pontiac Executive (1967–1970)
- Pontiac Farago (1969)
- Pontiac Fiero (1984–1988)
- Pontiac Firebird (1967–2002)
- Pontiac Firefly (1985–2001, variant av Chevrolet Sprint/Geo Metro/Suzuki Cultus såld i Kanada)
- Pontiac G3 (2006–2009 (Mexiko), 2009 (USA), variant av Chevrolet Aveo/Daewoo Gentra)
- Pontiac G4 (2005–2009, variant av Chevrolet Cobalt, såld i Mexiko)
- Pontiac G5 (2007–2009, variant av Chevrolet Cobalt)
- Pontiac G6 (2004–2010)
- Pontiac G8 (2008–2009, variant av Holden VE Commodore, såld i Australien)
- Pontiac GT-37 (1970-1971)
- Pontiac Grand Am (1973–1975, 1978–1980, 1985–2005)
- Pontiac Grand Prix (1962–2008)
- Pontiac Grand Safari (1971–1978)
- Pontiac Grand Ville (1971–1975)
- Pontiac Grande Parisienne (1966–1969, såld i Kanada)
- Pontiac GTO (1964–1974, 2004-2006)
- Pontiac J2000 (1982)
- Pontiac Laurentian (1955–1981, Kanada)
- Pontiac LeMans (1962–1981, 1988–1993)
- Pontiac Matiz (1998–2005, variant av Chevrolet Matiz, Mexiko)
- Pontiac Matiz G2 (2006–2010, variant av Chevrolet Matiz, Mexiko)
- Pontiac Montana (1999–2005)
- Pontiac Montana SV6 (2005–2006, fortsatte tillverkas för de kanadensiska och mexikanska marknaderna till 2009)
- Pontiac Parisienne (1983–1986 (USA) 1958–1986 (Kanada))
- Pontiac Pathfinder (1955–1958, såld i Kanada)
- Pontiac Phoenix (1977–1984)
- Pontiac Pursuit (senare G5 Pursuit) (2005–2006, variant av Chevrolet Cobalt såld i Canada)
- Pontiac Safari (1955–1989)
- Pontiac Silver Streak
- Pontiac Solstice (2006–2009)
- Pontiac Star Chief (1954–1966)
- Pontiac Star Chief Executive (1966)
- Pontiac Strato-Chief (1955–1970, såld i Kanada)
- Pontiac Streamliner (1942-1951)
- Pontiac Sunbird (1975–1980, 1985–1994)
- Pontiac Sunburst (1985–1989, variant av Chevrolet Spectrum/Isuzu Gemini såld i Kanada)
- Pontiac Sunfire (1995–2005)
- Pontiac Sunrunner (1994–1997, variant av Geo Tracker/Suzuki Escudo såld i Kanada)
- Pontiac Super Chief (1957–1958)
- Pontiac T1000 (1981–1982)
- Pontiac T-37 (1970-1971)
- Pontiac Tojan (1985 -1991)
- Pontiac Tempest (1961–1970; 1987–1991 variant av Chevrolet Corsica såld i Kanada)
- Pontiac Torpedo (1940-1948)
- Pontiac Torrent (2006–2009)
- Pontiac Trans Am (1969–2002)
- Pontiac Trans Sport (1990–1998, såld i Europa under namnet Chevrolet Trans Sport)
- Pontiac Ventura (1960–1970, 1973–1977)
- Pontiac Ventura II (1971–1972)
- Pontiac Vibe (2003–2010, variant av Toyota Voltz)
- Pontiac Wave (senare G3 Wave) (2004–2010, variant av Chevrolet Aveo/Daewoo Gentra såld i Kanada)